# 施林根
施林根是德国巴登-符腾堡州的一个市镇。总面积37.46平方公里，总人口5320人，其中男性2616人，女性2704人（2011年12月31日），人口密度142人/平方公里。